# Guido Kisch
Guido Kisch (geboren 22. Januar 1889 in Prag, Österreich-Ungarn; gestorben 7. Juli 1985 in Basel) war ein deutschsprachiger Jurist und Rechtshistoriker. Er verfasste grundlegende Arbeiten zur Geschichte der Juden im Mittelalter und zur Rechtsgeschichte des Deutschordensstaates.

## Leben

### Familie
Guido Kisch entstammte einer böhmischen Familie jüdischen Glaubens, die viele Ärzte, Apotheker und Rabbiner hervorgebracht hatte. Einer seiner Vorfahren, Abraham Kisch, war der erste in Halle zum promovierte Dr. med. jüdischen Glaubens aus Böhmen. Guido Kischs Vater Alexander Kisch war zuletzt Rabbiner an der Maisel-Synagoge in Prag, dessen Bruder, der Mediziner Enoch Heinrich Kisch (1841–1918), war der Begründer der modernen Balneologie. Der jüngere Bruder von Guido Kisch war der Kardiologe Bruno Kisch (1890–1966), zunächst in Köln, später wie sein Bruder Guido in den USA. Ein Vetter zweiten Grades war der in der Weimarer Republik bekannte Zeitungsreporter Egon Erwin Kisch.

### Ausbildung und Karriere
Guido Kisch studierte Jura an der Deutschen Universität in Prag, promovierte dort im Jahr 1913 zum Dr. jur. und Dr. rer. pol. und habilitierte sich 1915 in Leipzig bei dem Zivilprozessrechtler Adolf Wach mit der Arbeit Der deutsche Arrestprozess in seiner geschichtlichen Entwicklung. Nach fünfjähriger Tätigkeit als Privatdozent in Leipzig erhielt er 1920 einen Ruf auf die Professur für Rechtsgeschichte an die Universität Königsberg, 1922 einen Ruf an die Universität Halle, wo er von 1925 bis 1926 Dekan in der juristischen Fakultät war. In Halle war Kisch bis zu seiner Amtsenthebung auf der Basis des Gesetzes zur Wiederherstellung des Berufsbeamtentums im Jahr 1933 tätig, mit Ausnahme einer Gastprofessur an der Deutschen Universität Prag in den Jahren 1924–1925. Kisch war Mitglied der Historischen Kommission für die Provinz Sachsen und für Anhalt. Seine 1931 publizierte (2. Auflage 1978) kommentierte Edition der Rechtsordnung des Deutschen Ordensstaates, der Kulmer Handfeste,  ist bis heute grundlegend. Kisch war von 1929 bis 1936 ständiger Mitarbeiter der Zeitschrift für die Geschichte der Juden in Deutschland, die 1929 wieder aufgelegt wurde. 1933 wurde sie verboten und 1935 wieder erlaubt.

### Emigration
Nach der Entlassung durch das NS-Regime fand Kisch bis 1935 Anstellung als Professor für Geschichte am Jüdisch-Theologischen Seminar in Breslau. Dort konnte er sich auf sein zweites großes Arbeitsgebiet, die Jüdische Geschichte, konzentrieren, mit einem Schwerpunkt auf der Rechtsgeschichte der deutschen Juden im Mittelalter. Da ihn die Nationalsozialisten weiter verfolgten und es ihm unmöglich war, seine akademische Arbeitsstelle in Deutschland zu erhalten, emigrierte er 1935 in die USA, wo er zunächst für die American Academy for Jewish Research arbeitete. Guido Kisch war der Herausgeber der englischsprachigen Zeitschrift Historia Judaica, die ab 1938 in der Tschechoslowakei in (Mährisch-Ostrau) heute Ostrava im Verlag Julius Kittl Nachfolger erschien. Zwischen 1937 und 1958 war er für das Hebrew Union College tätig, das 1950 mit dem Jewish Institute of Religion fusionierte. 1958 wurde er dort emeritiert.

### Remigration
Daneben war Kisch in den Sommern seit 1952 an der Universität Basel tätig, wo er sich 1962 niederließ. Die Ehrendozentur an der Universität Basel (seit 1954) ermöglichte ihm so eine Rückkehr in den deutschsprachigen Kulturraum, dem er sich weiterhin zugehörig fühlte, während das ihm angetane Unrecht ihm ein Leben in Deutschland unmöglich machte. In Basel widmete er sich seinem dritten Arbeitsschwerpunkt, der Erforschung der humanistischen Jurisprudenz, insbesondere der in Basel selbst tätig gewesenen Humanisten, und entfaltete bis ins hohe Alter eine reiche Publikationstätigkeit, die die Grundlage für die Basler Rechtsgeschichte legte. In seinen Erinnerungen (S. 172) beurteilte Kisch sein Interesse für die Basler Humanisten 1975 so: „Mit diesen Gelehrten, ihrer Tätigkeit, ihren Werken und ihrer Zeit ist das Forschungsgebiet bezeichnet, dem meine Arbeit nunmehr schon seit zwei Jahrzehnten vorwiegend gilt.“
1971 wurde er als Ehrenmitglied in die Historische Kommission für ost- und westpreußische Landesforschung aufgenommen. 1972 erhielt er den Jacob-Burckhardt-Preis der Basler Johann-Wolfgang-von-Goethe-Stiftung.

## Hauptwerke

### Deutsche Rechtsgeschichte
- Der Deutsche Arrestprozess in seiner geschichtlichen Entwicklung. Wien und Leipzig 1914.
- Leipziger Schöffenspruchsammlung. Leipzig 1919.
- Die Kulmer Handfeste. Rechtshistorische und Textkritische Untersuchungen nebst Texten. Zugleich ein Beitrag zur Verbreitungsgeschichte des Magdeburger Rechts. Stuttgart 1931 (2. Auflage, Sigmaringen 1978).
- Das Fischereirecht im Deutschordensgebiete. Beiträge zu seiner Geschichte. Stuttgart 1932 (2. Auflage, Sigmaringen 1978).
- Sachsenspiegel and Bible. Researches in the Source History of the Sachsenspiegel and the Influence of the Bible in Mediaeval German Law. Notre Dame, Ind. 1941 (Neudruck: Notre Dame, Ind. 1960).
- Forschungen und Quellen zur Rechts- und Sozialgeschichte des  Deutschordenslandes. Sigmaringen 1973.

### Jüdische Geschichte und Rechtsgeschichte
- Die Prager Universität und die Juden, 1348–1848. Mit Beiträgen zur Geschichte des Medizinstudiums. Mährisch-Ostrau 1935 (Amsterdam 1969).
- The Jews in Medieval Germany. A Study of their Legal and Social Status. Chicago 1949 (deutsch als: Forschungen zur Sozial- und Rechtsgeschichte der Juden in Deutschland während des Mittelalters. Stuttgart und Zürich 1955; 2. Auflage, Sigmaringen 1978).
- Das Breslauer Seminar. Jüdisch-Theologisches Seminar (Fraenckelscher Stiftung) in Breslau 1854–1938. Tübingen 1963.
- Erasmus´ Stellung zu Juden und Judentum. In: Philosophie und Geschichte. Eine Sammlung von Vorträgen und Schriften aus dem Gebiet der Philosophie und Geschichte Nr. 83/84, Tübingen 1969. S. 5–39.
- Rechts- und Sozialgeschichte der Juden in Halle 1686–1730. Berlin 1970.
- Judentaufen. Eine historisch-biographisch-psychologisch-soziologische Studie, besonders für Berlin und Königsberg. Berlin 1973.
- Forschungen zur Rechts- und Sozialgeschichte der Juden in Deutschland während des Mittelalters. In: Guido Kisch, Ausgewählte Schriften, Bd. 1, 1978, 2., erw. Aufl., Sigmaringen 1978
- Forschungen zur Rechts-, Wirtschafts- und Sozialgeschichte der Juden. In: Guido Kisch, Ausgewählte Schriften, Bd. 2, 1979, Sigmaringen 1978

### Humanistische Jurisprudenz
- Johannes Sichardus als Basler Rechtshistoriker. Basel 1952.
- Humanismus und Jurisprudenz. Der Kampf zwischen mos italicus und mos gallicus an der Universität Basel. Basel 1955.
- Bartolus und Basel. Basel 1960.
- Erasmus und die Jurisprudenz seiner Zeit. Studien zum humanistischen Rechtsdenken. Basel 1960.
- Zasius und Reuchlin. Eine rechtsgeschichtlich-vergleichende Studie zum Toleranzproblem im 16. Jahrhundert. Konstanz und Stuttgart 1961.
- Die Anfänge der juristischen Fakultät der Universität Basel 1459–1529. Basel 1962.
- Enea Silvio Piccolomini und die Jurisprudenz. Basel und Stuttgart 1967.
- Melanchthons Rechts- und Soziallehre. Berlin 1967.
- Gestalten und Probleme aus Humanismus und Jurisprudenz. Neue Studien und Texte. Berlin 1969.
- Claudius Cantiuncula. Ein Basler Jurist und Humanist des 16. Jahrhunderts. Basel 1970.
- Studien zur humanistischen Jurisprudenz. Berlin und New York 1972.

### Autobiographie
- Der Lebensweg eines Rechtshistorikers. Erinnerungen. Sigmaringen 1975, ISBN 3-7995-6015-7.